# Reinhard Eberhart
Reinhard Eberhart (* 14. August 1959 in Klagenfurt am Wörthersee) ist ein österreichischer Unternehmer, Aktionist, Parteigründer, Verleger und Ideenentwickler.

## Leben und Wirken
Eberhart begann 1974 bei der Kelag seine Lehre als Bürokaufmann, die er 1978 abschloss. Nach der Gewissensprüfung absolvierte er 1980 den Zivildienst und lernte daraufhin bei der „Volkszeitung Kärnten“ das Redakteurshandwerk und veröffentlichte dort unter anderem die Zeitungsbeilage „Kärntner Wirtschaftsmagazin“, sowie die Serie „Adel und Wirtschaft“. Zwischenzeitlich arbeitete er für den Ring Freiheitlicher Wirtschaftstreibender.
Eberhart gründete 1984 die Kärntner Faschingszeitung, die er bis heute verlegt. 1990 folgte die Veröffentlichung seines Buchs „Zeitdokument – Das gemeinsame Leben“.
1992 gründete Eberhart am Faschingsdienstag die österreichische Partei „Die Beste Partei“ (DBP), mit der er 1995 bei der österreichischen Nationalratswahl teilnahm und 1995, ebenfalls am Faschingsdienstag, rief Eberhart mit Ilona Staller (Künstlername Cicciolina) die „Internationale Beste Partei“ (DIBP) aus. Die DBP stand für Frieden, Freiheit und Fröhlichkeit ein. Die Parteifarbe wurde als „hellbunt“ angegeben und im Parteiprogramm stand unter anderem die Forderung „Privilegien für alle!“. Seit 1994 betreibt er selbstständig die „weltweite Ideenbörse“. 1999 gründete er die „Kunst- und Ideenfabrik Reinhard Eberhart GmbH“, die er bis zu seiner Insolvenz im Jahr 2016 leitete. Nebenbei war er von 1999 bis 2014 als Berater bei der Styria Media Group tätig. Bis heute arbeitet Reinhard Eberhart neben der Faschingszeitung laufend an der Umsetzung neuer Veranstaltungen sowie an weiteren kreativen Ideen.

## Publikationen
- Faschingszeitungen. Kärnten Steiermark und Wien. seit 1984[6]
- Wiener Faschingszeitung. 2005[7]
- Guggi – Das Buch. 1989[8]
- Zeitdokument – Das gemeinsame Leben. 1990[9]
- Der Kärntner LANDnarrenTAG. 1994[10]
- mensch. (Ratgeber). 2005[11]
- Das neue Kärnten. 2010[12]
- hallihallo-TV. 2015 – 2016
- MIT HILFE. Zeitung für das Österreichische Rote Kreuz. 2018

## Events
- 1974: 1. Klagenfurter Familienradwandertag. Naturfreunde Klagenfurt
- 1976: 1. Klagenfurter Berufsschülerball. Arbeiterkammer Kärnten
- 1983: Klagenfurter Maibaum Diebstahl
- 1995: Ackern Klagenfurt[13]
- 1997 – 2008: Sonnenblumenfest. Wiener Neudorf, Warmbad Villach und Graz[14]
- 1999: Stiller Silvester. Wörtherseebucht[15]
- 2000: Regenbogenparty. Krumpendorf am Wörthersee[16]
- 2000: Gackern. Sankt Andrä[17]
- 2002: Stiller Silvester. Maria Loretto[18]
- 2002: Ackern. (Lizenz) USA[19]
- 2012: Esstrilac im REM
- 2021: for distance – die Covid Geometrie. Simonhöhe[20]
- 2021: picknick for distance. Kärnten[21]
- 2022: for distance. Klagenfurt am Wörthersee[22]

### Ausstellungen
- 1991: (F)rohe Weihnachten, „Stahlchristbaum als Mahnmal wegen der Unruhen im ehemaligen Jugoslawien“. Neuer Platz Klagenfurt.[23]
- 1993: Nichtraucher Schlote. Klagenfurt am Wörthersee[24]
- 1994: 1. allerweltgrillverkehrstafelausstellung. (+35 Jahre Ideen von Reinhard Eberhart). Pörtschach am Wörther See
- 1996: Aktion „Weihnachtskarten“ für Licht ins Dunkel[25]
- 1997: Die Große Bienenbrett Show.  Künstlerhaus Klagenfurt am Wörthersee
- 1997: Europas größte Vogelscheuchenschau. Wels[26]
- 2000: Expo 2000. Ausstellungsobjekt: „Die Bummerlzählmaschine“. Hannover[27]
- 2001: Megakunstausstellung mit Eröffnungsrede per Video von Herrn Peter Weibel. Baumax Klagenfurt
- 2004: Einweihung Halli-Hallo-Platz. Villach
- 2006: Kunst aus Liebe. Villach[28]
- 2007: Herzogstuhl-Ausstellung. Villach[29]
- 2010: Fest gegen Korruption. Villach[30]